# Stockholm (thị trấn), Wisconsin
Stockholm là một thị trấn thuộc quận Pepin, tiểu bang Wisconsin, Hoa Kỳ. Năm 2010, dân số của thị trấn này là 194 người.